# Alliance Atlantis Communications
Ne doit pas être confondu avec Alliance Atlantis ou Alliance Atlantis VivaFilm.
Alliance Atlantis Communications Inc. était une entreprise canadienne active dans le domaine des chaînes de télévision spécialisées et de la distribution de films. Sa filiale, la Motion Picture Distribution LP, s'occupe de la distribution de certains films américains et canadiens au Canada par l'entremise d'Alliance Atlantis et d'Alliance Atlantis VivaFilm (au Québec).

## Histoire
En 1998, Atlantis Communications et Alliance Communications fusionnent pour créer Alliance Atlantis Communications,.
En janvier 2007, la société Alliance Atlantis Communications est achetée, pour 2,3 milliards de dollars canadiens, au cours d'une OPA amicale par groupe de presse canadien CanWest et GS Capital Partners, une filiale de Goldman Sachs,.